# 73.ª Divisão de Infantaria (Alemanha)
A 73ª Divisão de infantaria foi formada em 26 de Agosto de 1939 como parte do 2. Welle (onda).

## Comandantes
| Comandante                                               | Data                                           |
| -------------------------------------------------------- | ---------------------------------------------- |
| General der Artillerie Friedrich von Rabenau             | ? de agosto de 1939 - 29 de setembro de 1939   |
| General der Infanterie Bruno Bieler                      | 29 de setembro de 1939 - 29 de outubro de 1941 |
| General der Infanterie Rudolf von Bünau                  | 1 de novembro de 1941 - 1 de fevereiro de 1943 |
| Generalmajor Johannes Nedtwig                            | 1 de fevereiro de 1943 - 7 de setembro de 1943 |
| Generalleutnant Hermann Böhme                            | 7 de setembro de 1943 - 13 de maio de 1944     |
| Generalleutnant Dr. rer. pol. Friedrich Fritz von Franek | 26 de junho de 1944 - 29 de julho de 1944      |
| Generalmajor Kurt Hähling                                | 30 de julho de 1944 - 7 de setembro de 1944    |
| Generalmajor Franz Schlieper                             | 7 de setembro de 1944 - 10 de abril de 1945    |

## Oficiais de Operações
- Major Robert Macher (26 Agosto 1939 - 10 Março 1940)
- Major Georg Buntrock (10 Março 1940 - 10 de junho de 1942)
- Major Dr. Ziervogel (10 de Junho de 1942 - Agosto 1942)
- Major Fritjof Heyse (Agosto 1942 - Setembro 1942)
- Hauptmann Roland Wagner (Setembro 1942 - 1 Março 1943)
- Major Rudolf Japs (Março 1943 - Dezembro 1943)
- Oberstleutnant Otto Becker (1 Dezembro 1943 - 25 Setembro 1944)
- Major Franz Lang (25 Setembro 1944 - 5 Abril 1945)

## Área de operações
- Polônia (Setembro 1939 - maio de 1940)
- França (Maio 1940 - Abril 1941)
- Balcãs (Abril 1941 - julho de 1941)
- Frente Oriental, Setor Sul (Julho de 1941 - maio de 1944)
- Polônia (Junho 1944 - Jan 1945)
- Alemanha Oriental e Danzig (Jan 1945 - Abril 1945)

## História
Ela tomou parte na invasão da Polônia, os Países Baixos, França e Grécia antes de invadir a União Soviética e logo em seguida Iasi, Romênia.
Ele lutou no sul do setor da Frente do Leste, participando de ações em Nikolaev, Cherson,  Sevastopol e a tomada da cabeça de ponte em Kuban entre outros.
A divisão sofreu pesadas baixas e foi retirada do combate perto Melitopol. Movida para a Criméia, a divisão se entregou ao Exército Vermelho em Sebastopol maio de 1944. A divisão foi reformada em 16 de Junho de 1944 na Hungria e participou nos combates em Varsóvia e Praga onde foi destruída em setembro. (Heeresgruppe Mitte solicitou que a divisão fosse dissolvida, devido à sua incapacidade para manter a cabeça de ponte em Praga, na margem oriental da Vístula, uma proposta que acabou por ser rejeitada). Depois da reforma, a divisão lutou em Danzig onde foi destruída novamente.
O pessoal da divisão foi evacuado de Danzig, mas perdeu-se com o navio a vapor Goya, quando este foi afundado pelo submarino soviético L 3, em 16 Abril 1945.

## Organização

### 1939
- Regimento de Infantaria 170
- Regimento de Infantaria 186
- Regimento de Infantaria 213
- Aufklärungs-Abteilung 173
- Artillerie-Regiment 173
- I. Abteilung
- II. Abteilung
- III. Abteilung
- IV. Abteilung
- Pionier-Bataillon 173
- Panzerabwehr-Abteilung 173
- Nachrichten-Abteilung 173
- Feldersatz-Bataillon 173
- Versorgungseinheiten 173

### 1942
- Regimento Granadeiro 170
- Regimento Granadeiro 186
- Regimento Granadeiro 213
- Radfahr-Schwadron 173
- Artillerie-Regiment 173
- I. Abteilung
- II. Abteilung
- III. Abteilung
- IV. Abteilung
- Pionier-Bataillon 173
- Panzerjäger-Abteilung 173
- Nachrichten-Abteilung 173
- Feldersatz-Bataillon 173
- Versorgungseinheiten 173

### 1943-1945
- Regimento Granadeiro 170
- Regimento Granadeiro 186
- Regimento Granadeiro 213
- Füsilier-Bataillon 73
- Artillerie-Regiment 173
- I. Abteilung
- II. Abteilung
- III. Abteilung
- IV. Abteilung
- Pionier-Bataillon 173
- Panzerjäger-Abteilung 173
- Nachrichten-Abteilung 173
- Feldersatz-Bataillon 173
- Versorgungseinheiten 173

## Serviço de guerra
| Datas                       | Corpo                               | Exército                      | Grupo de Exército | Área               |
| --------------------------- | ----------------------------------- | ----------------------------- | ----------------- | ------------------ |
| setembro de 1939            | z. Vfg.                             |                               | Nord              | Polônia            |
| outubro de 1939             | XII Corpo de Exército (Alemanha)    | 1º Exército (Alemanha)        | C                 | Saarpfalz          |
| dezembro de 1939            | z. Vfg.                             | OKH                           |                   | Saarpfalz          |
| janeiro de 1940             | z. Vfg.                             | OKH                           |                   | Saarpfalz          |
| maio de 1940                | z. Vfg.                             | 16º Exército (Alemanha)       | A                 | Luxemburgo         |
| junho de 1940               | XXIII Corpo de Exército (Alemanha)  | 12º Exército (Alemanha)       | A                 | França (Belfort)   |
| julho de 1940               | XXXIII Corpo de Exército (Alemanha) | 12º Exército (Alemanha)       | C                 | França             |
| agosto de 1940              | XXV Corpo de Exército (Alemanha)    | 12º Exército (Alemanha)       | C                 | França             |
| setembro de 1940            | XXV Corpo de Exército (Alemanha)    | 1º Exército (Alemanha)        | C                 | França             |
| novembro de 1940            | LX Corpo de Exército (Alemanha)     | 1º Exército (Alemanha)        | D                 | França             |
| dezembro de 1940            | XI Corpo de Exército (Alemanha)     | 1º Exército (Alemanha)        | D                 | França             |
| janeiro de 1941             | XI Corpo de Exército (Alemanha)     | 1º Exército (Alemanha)        | D                 | França             |
| 15 de fevereiro de 1941     | XXX Corpo de Exército (Alemanha)    | 12º Exército (Alemanha)       |                   | Romênia            |
| 26 de março de 1941         | z. Vfg.                             | 12º Exército (Alemanha)       |                   | Romênia            |
| 31 de março de 1941         | XXXX Corpo de Exército (Alemanha)   | 12º Exército (Alemanha)       |                   | Griechenland       |
| 23 de abril de 1941         | z. Vfg.                             | 12º Exército (Alemanha)       |                   | Iugoslávia         |
| 9 de junho de 1941          | z. Vfg.                             | 11º Exército (Alemanha)       |                   | Iugoslávia / Jassy |
| 21 de julho de 1941         | LIV Corpo de Exército (Alemanha)    | 11º Exército (Alemanha)       | Süd               | Jassy / Nikolajew  |
| 31 de outubro de 1941       | XXXXII Corpo de Exército (Alemanha) | 11º Exército (Alemanha)       | Süd               | Krim               |
| 11 de dezembro de 1941      | z. Vfg.                             | 11º Exército (Alemanha)       | Süd               | Krim               |
| 21 de dezembro de 1941      | z. Vfg.                             | 1º Exército Panzer (Alemanha) | Süd               | Mius               |
| 26 de dezembro de 1941      | z. Vfg.                             |                               | Süd               | Mius               |
| 28 de dezembro de 1941      | z. Vfg.                             | 1º Exército Panzer (Alemanha) | Süd               | Mius               |
| 1 de janeiro de 1942        | z. Vfg.                             | 1º Exército Panzer (Alemanha) | Süd               | Mius               |
| 14 de janeiro de 1942       | XI Corpo de Exército (Alemanha)     | 1º Exército Panzer (Alemanha) | Süd               | Mius               |
| 24 de janeiro de 1942       | z. Vfg.                             | 1º Exército Panzer (Alemanha) | Süd               | Mius               |
| 25 de janeiro de 1942       | III Corpo Panzer (Alemanha)         | 1º Exército Panzer (Alemanha) | Süd               | Mius               |
| 18 de março de 1942         | XIV Corpo Panzer (Alemanha)         | 1º Exército Panzer (Alemanha) | Süd               | Mius               |
| 7 de julho de 1942          | XIV Corpo de Exército (Alemanha)    | Süd                           | Mius              |                    |
| 8 de julho de 1942          | V Corpo de Exército (Alemanha)      | Süd                           | Mius              |                    |
| 20 de julho de 1942         | LVII Corpo de Exército (Alemanha)   | Süd                           | Mius              |                    |
| 21 de julho de 1942         | XXXXIX Corpo de Exército (Alemanha) | 17º Exército (Alemanha)       | A                 | Cáucaso            |
| 6 de agosto de 1942         | V Corpo de Exército (Alemanha)      | 17º Exército (Alemanha)       | A                 | Novorossisk        |
| 1 de janeiro de 1943        | V Corpo de Exército (Alemanha)      | 17º Exército (Alemanha)       | A                 | Novorossisk        |
| outubro de 1943             | XXIX Corpo de Exército (Alemanha)   | 6º Exército (Alemanha)        | A                 | Melitopol          |
| novembro de 1943            | XXXXIV Corpo de Exército (Alemanha) | 6º Exército (Alemanha)        | A                 | Melitopol          |
| janeiro de 1944             | XXXXIV Corpo de Exército (Alemanha) | 3º Romênia (Alemanha)         | A                 | Melitopol          |
| março de 1944               | V Corpo de Exército (Alemanha)      | 17º Exército (Alemanha)       | A                 | Krim (Kretsch)     |
| abril de 1944               | V Corpo de Exército (Alemanha)      | 17º Exército (Alemanha)       | Südukraine        | Sewastopol         |
| maio de 1944 (Restante)     |                                     | z. Vfg.                       | Südukraine        | Romênia            |
| junho de 1944               | reestruturando                      |                               | Südost            | Debreczen          |
| agosto de 1944              | IV Corpo de Exército SS             | 9º Exército (Alemanha)        | Mitte             | Praga, Warschau    |
| setembro de 1944 (restante) | IV Corpo de Exército SS             | 9º Exército (Alemanha)        | Mitte             | Praga, Warschau    |
| outubro de 1944             | XXXXVI Corpo de Exército (Alemanha) | 9º Exército (Alemanha)        | Mitte             | Warscheu, Modlin   |
| dezembro de 1944            | XXXXVI Corpo de Exército (Alemanha) | 9º Exército (Alemanha)        | A                 | Warschau, Modlin   |
| janeiro de 1945             | XXXXVI Corpo de Exército (Alemanha) | 9º Exército (Alemanha)        | A                 | Warschau, Modlin   |
| fevereiro de 1945           | XXVII Corpo de Exército (Alemanha)  | 2º Exército (Alemanha)        | Weichsel          | Westpreußen        |
| abril de 1945               | z. Vfg.                             | OKH                           | Danzig            |                    |